# Гандин (Порденоне)
Гандин је насеље у Италији у округу Порденоне, региону Фурланија-Јулијска крајина.
Према процени из 2011. у насељу је живело 33 становника. Насеље се налази на надморској висини од 24 м.